# Pharmacopée européenne

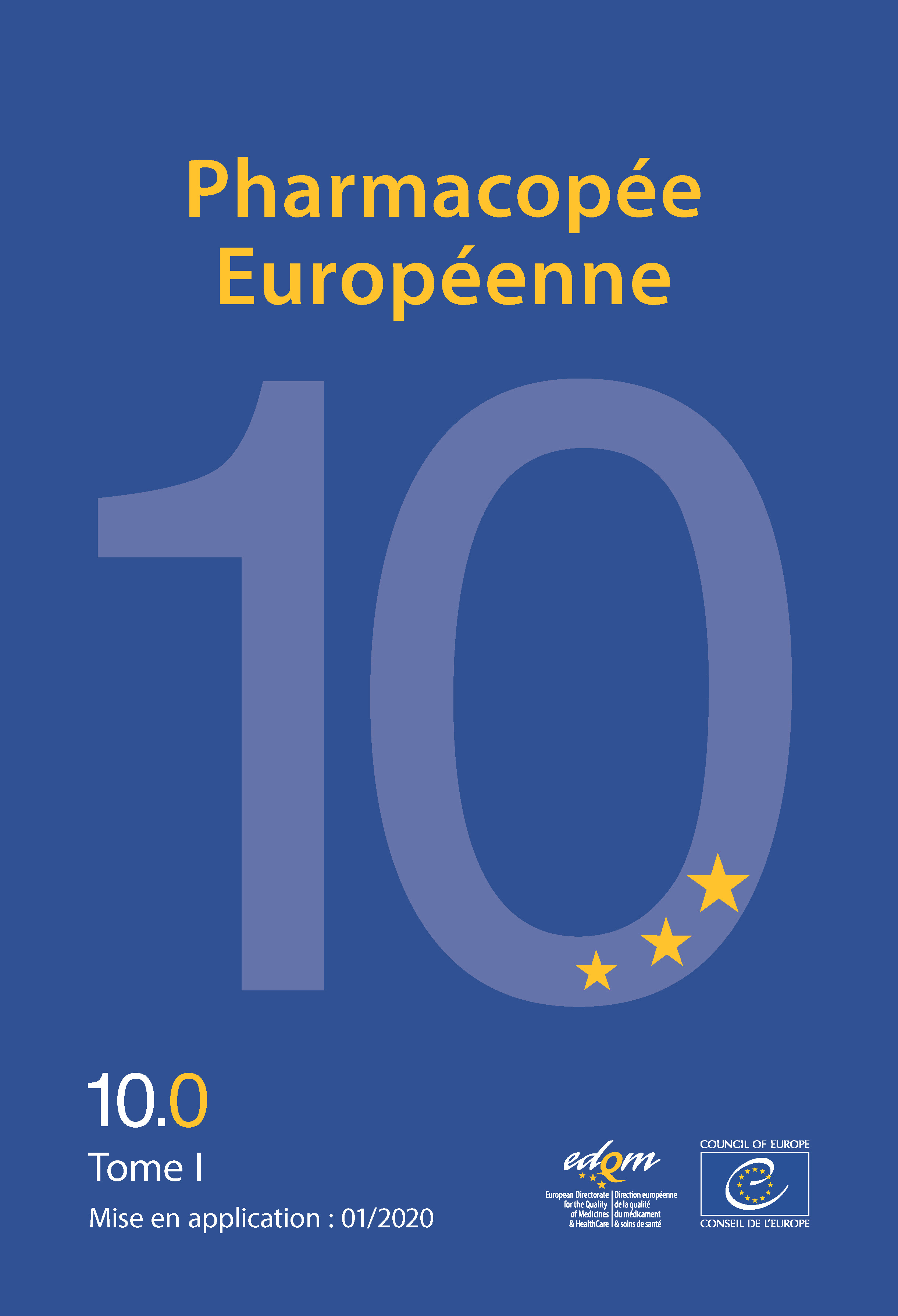
Couverture de la Pharmacopée Européenne, 10^{e} édition

La Pharmacopée européenne (Ph. Eur.) est un recueil de normes communes du Conseil de l'Europe, qui se veulent à l’échelle des 47 États membres, destinées au contrôle de la qualité des médicaments à usage humain ou vétérinaire et des substances qui entrent dans leur composition. Les textes de la Pharmacopée Européenne (les « monographies ») définissent des exigences de qualité, générales ou spécifiques, auxquelles doivent satisfaire les substances pharmaceutiques qui composent les médicaments, ainsi que les formes pharmaceutiques finales et les méthodes d’analyse.

## Bases juridiques
Le fondement juridique de la Pharmacopée Européenne est la Convention relative à l’élaboration d’une pharmacopée européenne (STE n° 50) adoptée par le Conseil de l’Europe en 1964. À ceux-ci s’est ajoutée en 1994 l’Union européenne (UE), grâce à l’adoption d’un protocole à la convention qui a permis son adhésion et qui définit les prérogatives respectives de l’UE et de ses États membres au sein de la Commission européenne de Pharmacopée. La Pharmacopée Européenne possède un caractère juridiquement contraignant, c’est-à-dire que ses normes sont d’application obligatoire et entrent en vigueur à la même date dans tous les États signataires (et dans tous les pays de l’UE). Plusieurs directives de l’Union européenne (2001/82/CE et 2001/83/CE amendées, 2003/63/CE) renforcent ce caractère obligatoire. La conformité aux monographies de la Pharmacopée Européenne est en effet inscrite dans la législation de l’UE comme une exigence pour l’autorisation de mise sur le marché (AMM) des médicaments en Europe. Tous les fabricants de médicaments ou de substances pour usage pharmaceutique doivent donc se conformer à la Pharmacopée Européenne pour pouvoir commercialiser et utiliser ces produits en Europe.
En septembre 2020, outre les 39 signataires de la convention, la Pharmacopée Européenne compte 30 observateurs : 28 pays représentant l’ensemble des continents, la Taiwan Food and Drug Administration et l’Organisation mondiale de la santé.

## Commission européenne de la pharmacopée

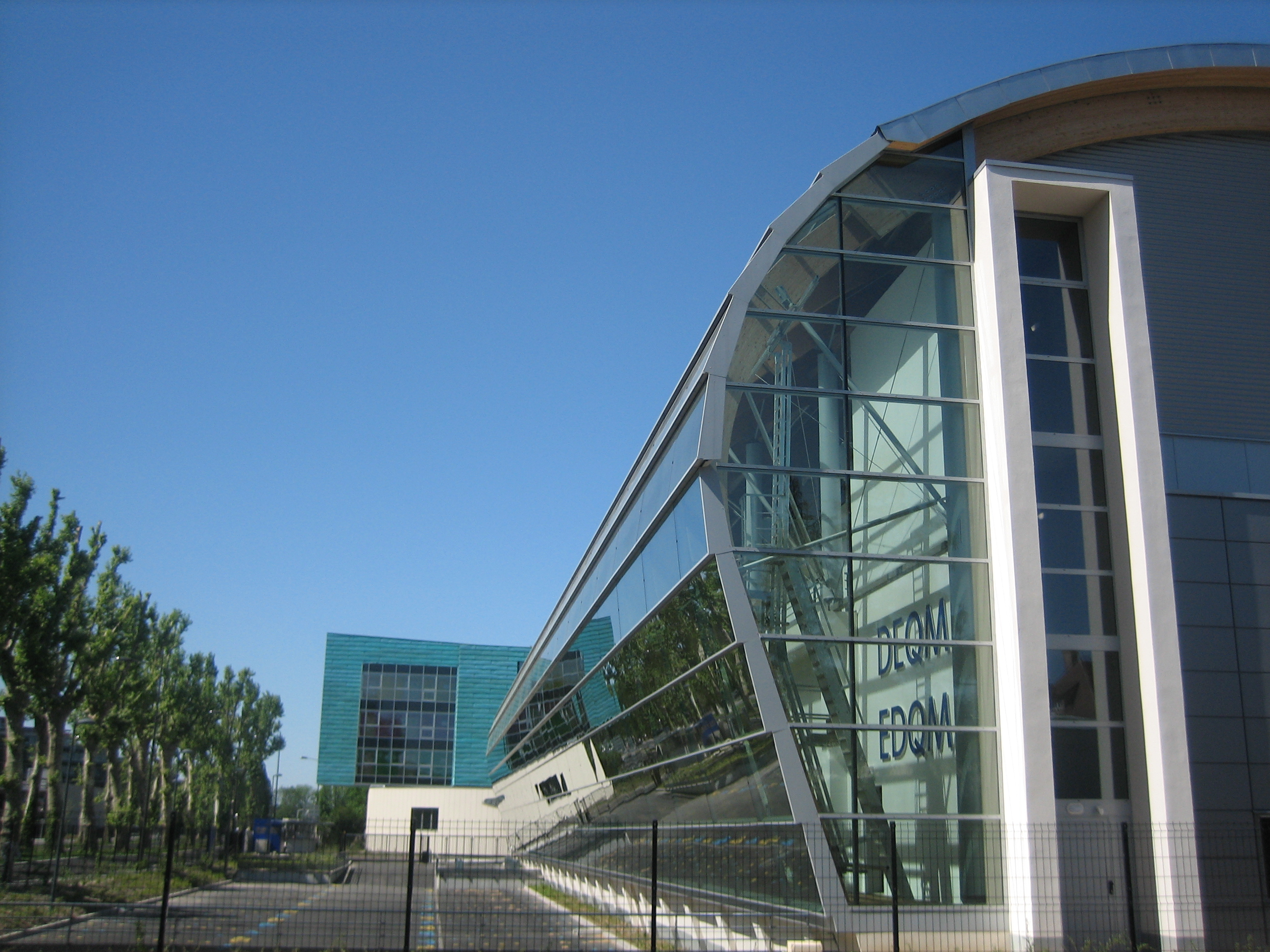
Bâtiment de l'EDQM, Strasbourg.

La Pharmacopée Européenne est élaborée avec le support administratif et scientifique de la Direction européenne de la qualité du médicament et soins de santé (EDQM) du Conseil de l’Europe, mais son organe directeur est la Commission européenne de Pharmacopée (la « Commission »). Celle-ci détermine les principes généraux qui régissent l’élaboration de la Pharmacopée Européenne, décide du programme de travail, crée et nomme les groupes d’experts spécialisés qui élaborent les monographies, adopte ces monographies, propose leur date de mise en application dans les pays signataires.
La commission se réunit à Strasbourg trois fois par an. Lors de ces trois sessions annuelles, elle adopte les textes élaborés et proposés par des groupes d’experts qu’elle nomme, et décide de ses orientations de politique générale ainsi que de son programme de travail. Celui-ci est établi sur la base des demandes présentées à l'EDQM par les États membres et leurs autorités nationales, en fonction de l’actualité scientifique et des impératifs de santé publique  au niveau mondial.
La Commission est composée de délégations nationales des États membres (et d’un représentant de l’Union Européenne). Les délégations nationales, dont les membres sont désignés au vu de leur expertise, représentent l’ensemble du monde pharmaceutique : autorités de santé et pharmacopées nationales, établissements universitaires et industrie. Chaque délégation dispose d’une voix. L’unanimité des voix est requise pour toutes les décisions portant sur des sujets techniques. Les représentants des observateurs assistent aux sessions de la commission et contribuent à ses travaux, mais ne disposent pas d’un droit de vote.
L’actuel président de la commission est le Prof. Torbjörn Arvidsson, élu en 2019 pour un mandat de 3 ans.

## Publication
L’édition actuellement en vigueur est la 11e édition, publiée en 2023. La Pharmacopée Européenne est juridiquement contraignante dans 39 pays et est utilisée dans plus de 100 pays dans le monde.
La 10e Édition de la Ph. Eur. a été publiée en juillet 2019 et sera complétée par 8 suppléments dans les trois ans à venir (10.1 à 10.8).
La Pharmacopée Européenne  est composée de plus de 3000 textes (« monographies ») qui couvrent tous les domaines thérapeutiques, notamment :
- des textes décrivant des normes qualité juridiquement contraignantes portant sur des substances utilisées dans la fabrication de médicaments ou d’ingrédients entrant dans la composition des médicaments (notamment substances actives, excipients, drogues végétales, etc.) ;
- des textes décrivant des normes qualité juridiquement contraignantes portant sur des produits finis ;
- des monographies générales décrivant des normes qualité juridiquement contraignantes portant sur des classes de substances (produits de fermentation ou substances pour usage pharmaceutique, par exemple) ou sur les formes pharmaceutiques des médicaments (comprimés, gélules, préparations injectables, etc.) ;
- des méthodes générales d’analyse des substances utilisées dans la fabrication de médicaments, qui ne sont pas juridiquement contraignantes et peuvent également être utilisées pour des substances et médicaments non décrits dans la Pharmacopée Européenne ;

Les textes de la Pharmacopée Européenne détaillent des méthodes d’analyse permettant d’identifier une substance (ou un produit), et de contrôler la qualité de la substance et la quantité de substance active délivrée.
Ils traitent également de la question des impuretés dans les médicaments, qui sont sans bénéfice thérapeutique pour le patient, voire potentiellement toxiques. Les impuretés sont présentes à tous les stades de fabrication des médicaments : matières premières, substances actives, réactifs, intermédiaires de fabrication, excipients et emballage primaire. Toutefois, la section « Impuretés » des textes de la Pharmacopée Européenne est peut-être la partie la plus importante d’une norme qualité de substance active.
Chaque édition de la Pharmacopée Européenne a une durée de vie de trois ans. Elle est publiée par le Conseil de l’Europe en anglais et en français.
La Pharmacopée Européenne est disponible en version papier et en version électronique (en ligne et en téléchargement). La version en ligne est également compatible avec les téléphones et tablettes.
Des traductions dans d’autres langues peuvent être publiées par les États membres eux-mêmes ; il en existe par exemple une version en allemand préparée conjointement par l’Autriche, l’Allemagne et la Suisse.
L’ancien cycle de trois ans qui comportait une édition et huit suppléments sera remplacé par une édition par an comprenant trois numéros, allant de 1 à 3 (la 12e Édition sera composée des 12.1, 12.2 et 12.3, par exemple). Chacun de ces numéros contiendra les textes (nouveaux et révisés) adoptés lors de l’une des trois sessions annuelles de la Commission européenne de Pharmacopée (EPC). Le calendrier de mise en application restera inchangé (à savoir janvier, avril et juillet de l’année suivant la publication d’un texte).